# 镀金时代

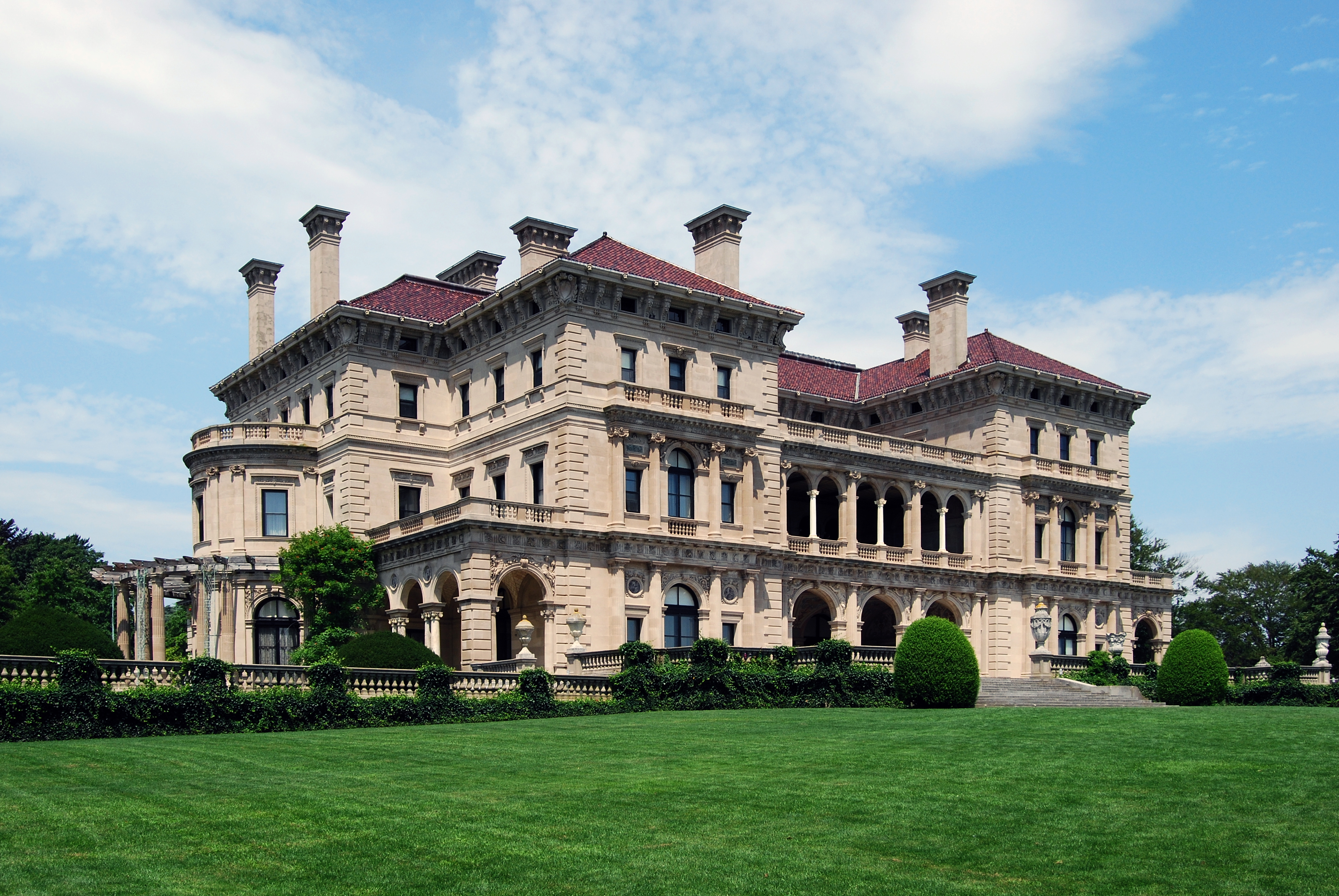
"听涛山庄"，镀金时代范德比尔特家族拥有的的宅邸，位于罗得岛州纽波特

镀金时代（英語：Gilded Age），处于美国历史中南北战争和进步时代之间，时间上大概是从1870年代到1900年。这个名字取自马克·吐温第一部长篇小说。1873年，马克·吐温与华纳（Charles Dudley Warner）一同创作了这部作品。这部作品的主题是讽刺南北战争之后的充满贪婪和政治腐败的美国政府。之后，美国人用“镀金时代”一词来称呼这段时期。这个词组实际上出自莎士比亚1595年的作品《約翰王》。
“镀金时代”是美国的财富突飞猛进的时期。这段时间中，数百万的移民从欧洲来到了美国，同时大量的重工业，包括铁路、工厂、采矿都得到了飞速的发展，大部分的财富都聚集到了美国的北部和西部。而南部作为南北战争的战败方，在经济上始终低迷，越来越依赖于棉花和烟草的种植，而且这两种作物始终保持着较低的价格。这个时期对美国南部的黑人来说是最糟糕的时期，他们仍被剥夺政治权利和选举权。此外，美国政治在这个时期之中也有了很大的阶段性进步。

## 经济发展
镀金时代的美国经济突飞猛进。1860年至1900年美国制造业产值由19亿美元增加到114亿美元，铁路里程由3万英里增加到25万英里，煤产量由1000万吨增加到2.12亿吨，钢产量由不足100万吨增加到1,100万吨。1871年到1913年是美国经济赶超英国的关键时期，这一阶段美国GDP增长了5.26倍，英国只增长了2.24倍。1860年美国工业总产值尚不到英国的一半，到1894年已经超过英国。到1913年，美国的人均总产值和工业总产值均位居世界第一，无可争议的成为世界第一经济强国。同时，这个时代也催生出美国历史上第一批具有国际影响力和竞争力的大型垄断企业，比如摩根大通、花旗银行、通用电气、標準石油、美国钢铁公司、美国电话电报公司、福特汽车公司……这些熠熠生辉的名字，时至今日仍是美国经济的支柱和象征。这一时代的高速经济发展无疑与西进运动中大量资本的流入，自由放任主义思想的盛行和资本主义的蓬勃发展密切相关。

### 西进运动中大量资本的流入
镀金时代是美国西进运动的高潮时代，伴随着第二次工业革命的兴起，美国加大了对西部开发的力度。内战前尚被称为“美国荒漠”的大平原地区，在较短的时间内被开拓为辽阔的“牧畜王国”。它不仅为美国资本主义发展提供了国内市场、粮食和原料基地，而且促进了交通运输的迅速发展，还吸收了巨额外资，从而使采矿业、牧牛业、铁路建设和其他工业齐头并进、蓬勃发展。例如，在1865年到1898年间，小麦的产量增加了256%，玉米增加了222%，煤产量则增加了800%。1869年至1893年，美国先后建成了5条横贯大陆的铁路线。这些铁路干线及其支线从东部心脏地区延伸向中西部、西南部和远西部的各个角落，从而使美国本土真正成为一个统一的大市场。“一个国家以这么短的时间，开发了这一片广大土地，这无疑是一篇壮丽的史诗。这种现象在历史上，虽不能说是绝后的，但可以说是空前的。……西部土地对美国资本主义发展的作用，无论用什么动听的字眼来形容，恐怕也不能算作过分”。

### 自由放任主义和社会达尔文主义
自由放任和社会达尔文主义是美国镀金时代占统治地位的思想体系，也极大影响了当时的经济政策。美国有着悠久的个人主义价值传统，内战后资本主义的发展与西部开发，造就了许多白手起家成为铁路大亨、石油大王的美国梦。因此美国政治意义上的个人主义过渡到了经济上的自由主义，“自由放任、反对国家干预”的经济思想，无论是理论上还是实践上都得到了广泛的支持。另一方面，推崇优胜劣汰的社会达尔文主义也得以盛行，美国的普通公民，特别是中产阶级普遍认为拥有大量财富是神权的标志，救济穷人或者限制富人是对上帝意志的干扰。在这样的思想思潮中，美国资本家创业的积极性被极大的调动起来，资本不会受到来自政府任何阻碍，“甚至任何的大企业组合，只要合于情理，都被允许甚至鼓励，用慷慨的土地赠与、保护性的关税率、宽大的公司法以及简便的税收政策予以支持。”同时，广大群众也积极的参与投资活动，无数个人的投资汇聚成了巨大的资本积累，据统计，1869—1881年资本积累总额为240亿美元，1882—1901年约为600亿美元。

### 突破体制障碍，资本主义得以迅速发展
南北战争前，联邦政权由北部工商业资产阶级和南部种植园奴隶主这两个严重对立的统治集团共同把持，彼此勾心斗角，政府内部矛盾重重、效率低下。主要代表南部种植园奴隶主利益的民主党推行了一系列有利于种植园奴隶制经济的政治、经济政策，对资本主义经济的发展构成巨大障碍。内战后，北部工商业资产阶级掌握联邦政权，从而真正意义上统一了全国资本主义市场。一系列有利于工业资本主义发展的法律，如提高进口税率的《莫里尔关税法》、无偿分配西部国有土地的《宅地法》、鼓励外来移民来美定居的《移民法》等得以顺利出台，从而“为迅速的工业增长奠定了法律基础”。

## 政治

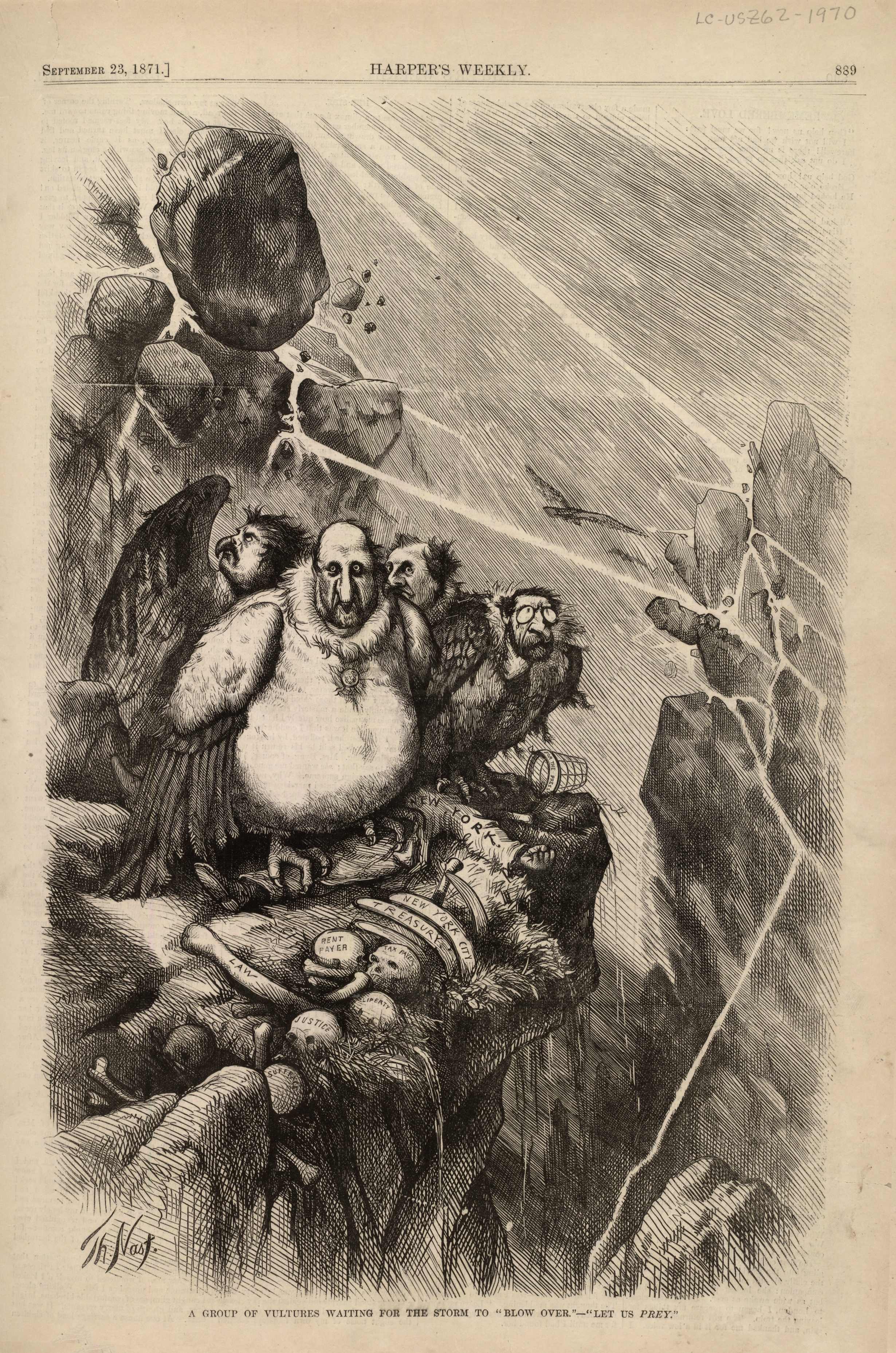
A Group of Vultures Waiting for the Storm to "Blow Over"--"Let Us Prey." Cartoon denouncing the corruption of New York's Boss Tweed and other Tammany Hall figures, drawn in 1871 by Thomas Nast and published in Harper's Weekly.

镀金时代的政治特征主要是保守主义的放任政策和腐败问题。共和党和民主党政策差别不断缩小，两大党趋于僵化保守，导致工人斗争和改良运动的兴起。社会斗争与改良政策相互影响，新旧交替，并呈现出错综复杂的社会力量组合，终于在1896年选举中发生了政党力量大改组，为20世纪两党政治的到来开辟了道路。

### 两党政治的发展变化——第三党系
两党力量对比在重建后期已经出现了明显的消长变化。一方面共和党内部发生新的分化改组，原来的激进派趋于瓦解。另一方面民主党开始恢复在内战中受挫的元气，在很多州内开始和共和党分庭抗礼。在1876年的选举中，共和党仅比民主党多出了1张选举人票。在1876年到1896年中两党保持了均衡的态势。民主党控制着南部和西部的14个州，而共和党则在北部的16个州占据一定优势。1876年至1892年的五次总统选举，两大党的普通选票差额仅在1%—3%之间。在1875年至1895年的10届议会中，民主党控制着其中8届众议院，共和党则掌握着同样届数的参议院。共和党采取保守的政策，无意进行改革，这使得共和党内部离心倾向日益严重。一部分自由派以退党为要挟要求改变既定保守的政策，称为“脱党派”；共和党上层也分裂为“温和派”和在国会和各州把持要职的“死硬派”。民主党方面，重建后投资于南部各州的北部工业资本及70年代以后涌入美国的移民洪流都影响了民主党的构成，使得民主党的成分复杂化。与此同时，社会的不满和改革要求通过第三党运动表现了出来。70年代起相继出现了格兰其运动、绿背纸币运动，出现了禁酒党、反垄断党、联合劳工党和农民联盟等十几个小党。到90年代，他们大多汇集到人民党运动之中，成为美国历史上一场持久、广泛的第三党运动，有力的打破了“镀金时代”沉寂的政治空气。随后人民党与民主党合并，人民党运动在1896年以后销声匿迹。1896年竞选共和党获得胜利，这场选举成为19世纪后期美国政党力量改组的总结，也是美国两党政治由近代向现代过渡的转折点。僵化的两党政治开始转变为20世纪有弹性的两党政治。

### 国内政策和法律

#### 放任政策和高关税政策
放任政策是19世纪末期美国国内政策的核心，该政策反对重商主义，主张自由贸易，在镀金时代的经济部分已经提及，这里不另作说明。
内战后，共和党利用长期执政的地位不断提高关税税率。1857年关税为19%，而到了1890年被提高到了50%以上，形成了美国历史上时间最长的高关税壁垒。高关税政策提高了美国产品在国内的市场份额，有力的保障了美国在这段时间迅速成为工业大国。同时高关税政策还促使了美国工业的集中和垄断。

#### 反托拉斯法
由于美国托拉斯组织的迅速发展，对社会中下层构成了严重的威胁。美国各地相继出现了一些反托拉斯组织。1890年联邦颁布了反托拉斯法，其主要内容可以概括为三条：
1. 任何以托拉斯或其他形式的契约或合谋，限制各州之间或外国的贸易行为均属非法；
2. 任何垄断或图谋垄断商业者均被视为有罪；
3. 对于违法者，司法部可以按照法令提出诉讼，法院对违法者发出禁令、规定罚款，违法事项的受害人可要求3倍于损失额的补偿。

但由于该法律条款多数没有明确概念，且最高法院对该法采取极端保守态度，行政部门实施无力，“镀金时代”时期的反托拉斯法有诸多弊病。

### 权力机构的调整

#### 文官改革运动
美国国会在1883年通过了《调整与改革文官制度的法律》，即《彭德尔顿法》，该法成为美国文官制度改革的一个里程碑。这一法律的精髓是“功绩制”。其内容主要包括：
1. 文官必须通过考试，择优录用；
2. 文官不得因为政党关系等政治原因被免职，也不得强迫文官参加政治活动或提供政治捐款；
3. 文官在政治上要保持“中立”。

《彭德尔顿法》的通过，标志着美国现代文官制度的确立。它使知识分子有更多机会进入政界，扩大了统治基础，限制了官员直接接入党派活动，切断了政府对两大党提供的财源，给予美国政治体制的调整以非常深刻的影响。

#### 总统权力在与国会的斗争中上升
重建后的联邦决策权一度由国会掌握。总统为首的行政部门为了恢复其权力优势，与国会展开了复杂的权力斗争。在官员任职方面，国会于1867年通过了官职任期法，坚持与总统分享官职任免权。后经克利夫兰利用文官改革形势的努力，国会最终于1887年撤消了官职任期法。当时，国会部分议员还主张总统应尽量少过问内阁各部门事务，使各部长对国会各对应的委员会负责，并要求各部每月向国会报告工作，试图控制各部。这样的情况在1905年西奥多罗斯福执政时才得以解决。而在财政支配权方面，国会与内阁的财政职责一直没有得到明确的分配。在从内战后到20世纪初的时期中，内阁增加了5个部，这使得行政权力得到了提升。同时总统直属的白宫办公机构也开始形成，联邦政府官员数量得到大幅增长。

#### 联邦的巩固
在“镀金时代”，联邦得到了巩固。通过内战，南部的分裂主义同盟被摧毁。而后的全国市场的扩大又从经济上削弱了州权主义的力量。在颁布的关于人权的宪法第十三、十四、十五修正案上同时也包含了削弱州权的含义。另外，各州在遏制垄断的行动中必须依靠联邦的力量才能保证州内的稳定，西部新建立的一些州也必须依赖联邦的财政支持，这也使得分裂势力的力量减弱。
同时，各州仍保留着部分独立性，在政策上能够表现出本州的特点。

### 腐败
这个时期的腐败是社会性、全方位的腐败，几乎侵蚀到政治生活的每一个角落。当时的舆论评价说：“美国的城市政府是基督教世界中最糟糕的政府——最奢侈、最腐败、最无能。”“镀金时代”时期，党魁势力恶性膨胀，他们依靠恩赐官职来拉拢党派骨干，进而控制选举结果和联邦及州的政权，得以盘踞国会多年。同时，因党魁而得到官职的党派忠诚分子也利用职权，通过挪用政府财政充当本党金库、将合同投标转让给支持本党的企业家等形式来回报党魁，造成了严重的腐败问题。

## 美国白人与黑人文化交往关系
南部重建结束至19世纪末期，在美国历史上被称为“镀金时代”，这个时期美国由农业国转化为工业国，同这一巨大变化交叉进行的是，美国也相应地由自由资本主义阶段向垄断资本主义阶段过渡。在“镀金时代”美国白人社会统治者在政治思想上盛行社会达尔文主义。这种思潮认为，人为生存和发展而进行的各种斗争中，最适者生存是自然法则。所以无能者的贫困、鲁莽者的不幸、懒人的饥饿、强者的征服，都是伟大、深邃、远虑、天命和进步的，不是一种偶然性事件，而是一种必然。在美国历史上所谓的“镀金时代”，南部各州严重存在并且日益泛滥的种族隔离制度逐渐合法化。比如1890年，路易斯安那州制定的法律明确规定，铁路对白人旅客和有色人种旅客提供“隔离但平等”的设施：规定火车职员将每一位旅客“按其所属种族”指定进入各自车厢。实际上，铁路专为黑人设的车厢“是最不舒适、最不洁净和最不安全的。
在全国大部分地区，“隔离和不平等”早已成了白人社会心照不宣的教育信条。在南部各州，种族隔离还严格限制了黑人的职业选择范围。比如佐治亚州的亚特兰大市的法律禁止黑人理发师给白人理发，以防止他们与白人理发师竞争。“黑人就这样被剥夺了权力和各种权利，也被剥夺了尊严，无依无靠，没有任何保障，⋯⋯”
广大黑人由于在美国白人社会人为因素划定的既定社会秩序中找不到真正适合自己生存与发展的位置，他们只好以被动、消极的自我隔离的表现形式，试图在本种族狭小的封闭性社会范围里，暂时找到某种程度上的安全感和归属感。在黑人社会通常采取的是内部聚敛的方式，即在日常的社会生活的许多重要方面，比如家庭、学校、教会、戏院、餐馆等领域，尽量地远离白人社会以求实现最大程度的所谓“自治”，这就是我们通常所说的“边缘人”。然而，就在他们在人身接触上尽量彻底、完全地逃离白人社会的同时，他们的生活方式、生活习惯乃至价值观念却正在急速全面的美国白人化。他们是以表面上躲避白人社会的方式和手段来实现接近白人社会的理想；他们所努力创造的新社会就是对他们刚刚脱离出来的那个白人旧社会的仿制品或基本翻版。
美国白人社会文化、思想意识与价值观念的强行灌输，构成了黑人被动接受改造与同化的动力源泉所在，同时也构成了黑人本身不断进行整合的重要因素。白人社会的语言、社会生活模式、文化价值观沟通了黑人之间原来存在的部落之间极大差异和不同，成为他们能够有效联合起来的一条重要纽带，也使得他们骄傲与自豪于自己是一个美国人；然而，与此同时，白人的种族优越意识和征服欲念又使得黑人时刻能够明显地感受到他们与白人的巨大不同和差异，并且注意到他们种族性、生物性的事实本身，其身份特征既具有与白人的共性，同时也具有其自身的个性；或者说，种族主义特征本身已经成为黑人具有特殊性的动力源泉与产生黑人万众一心、团结一致的重要凝聚物之一。这就使得广大黑人在法律层面上得到自由与解放以后所面临的最深层次的问题上突显出来，即黑人在文化层面上心灵归属感的矛盾与冲突：如何在保持作为美国人的自豪感的同时，又能保持自己传统的种族意识与种族文化特征不被改造与同化。该问题在美国长期没有得到公正、合理的处理与解决，已经成为美国政府和社会最头疼的社会、种族、人权问题之一。

## 科技进步和工业革命
对于美国来说，镀金时代的经济大发展和它科技的大进步是分不开关系的。而它科技的进步又是得益于第二次工业革命的一系列科技成果。我们知道，在第一次工业革命中，英国可以说是独占鳌头。而在第二次工业革命中，科技发展的中心由英国逐渐向西欧和北美蔓延。在此期间，美国发展了许多新兴产业，尤其是像采矿，铁路以及大工厂这样的重工业。在1869年修建成功的第一條橫貫大陸鐵路打开了通向美国西部深处的快速道路。这条铁路使得从纽约到旧金山从原来的6个月减少到了6天。铁路的大发展还体现在铁路总长度在1860到1880年之间翻了三倍，并且在1920年又翻了一倍。新的铁轨将隔离开来的区域同一些大市场连接在了一起，因而导致了大规模商业种植，放牧，以及采矿的兴起。美国的钢铁产量一度超过了英国，德国和法国之和，雄踞世界第一。这段时间内，伦敦和巴黎通过华尔街向美国注入了大量的投资。但是经济却并不能说是健康发展的。在1900年之前，美国的经济高度集中在了某几个公司的身上，这些垄断公司控制了生活的方方面面，包括钢铁生产，石油生产，蔗糖，肉食以及农业器械的生产等。通过“垂直整合”，这些托拉斯（垄断公司）控制了一件产品生产的方方面面，以此来保证利润的最大化。不止如此，他们还通过牢牢控制原材料，阻止了一切的外来竞争对手进入市场。长此以往，这些公司会完全垄断整个市场，如果真是如此的话，资源必然无法获得合理的安排，当然也违反了自由贸易的基本原则。
科技方面，为了能够生产更多的商品，镀金时代的工业的一大特色就是机械化。科学管理之父弗雷德里克·温斯洛·泰勒就仔细的观察过操作机器的工人的动作，并且制定了一系列规则使得工人在操作机器时能够做更少的动作。这种方法获得了推广，并且大大提高了所有工厂的生产的效率，同时减少了对于熟练工人的需求。许多工厂开始用雇佣工程师和工头来监督和指导非熟练工的动作。与此同时，机器销售异常火爆，熟练工人和工程师也因此越来越多。所有工人的工资都提高了。大量的工程学院在对专家的需求下建立了起来。铁路行业的发展，也促成了现代管理学的出现，毕竟铁路的调度需要复杂的命令机制，没有合理的管理学，也就没有现代铁路的井井有序。铁路的发展还树立了中层管理机构的概念，并且发明了一套职业轨道。例如，从雇佣18-21岁的年轻人开始，雇员会在内部获得提升，到他们40岁的时候，他们也许会成为一个机车的工程师，或者是售票员，或者是站台的票务人员。这一套职业轨道是为了蓝领和白领发明的，但是它很快拓展到了金融业，制造业以及贸易。于此同时，随着小型企业的快速发展，一个新兴的中产阶级也在快速扩张，特别是在南方的城市。
而在科技的应用上，美国可以说成为了世界的榜样。从1860年到1890年，美国一共授予了50万份专利。乔治·威斯汀豪斯发明了空气刹车，使得火车运行的更快并且更加安全。西奥多·韦尔建立了美国电话电报公司并且建立了一个庞大的电话商业网络。尼古拉·特斯拉发明了大量的电器设备。石油成为了一种十分重要的能源，而约翰·戴维森·洛克菲勒建立的标准石油，在全盛时期控制了全美90%的石油市场，他也因此成为了第一个亿万富翁甚至全球首富。

## 移民
在镀金时代之前的一段时间，通常被称为“第一批”移民者的欧洲人见证了一次真正的美利坚合众国移民浪潮。在镀金时代之间，大约有1,000万新移民移居美利坚合众国。他们中的一些人是来寻求新开垦土地的富裕农场主，然而他们中还有一群人是极度贫困的农民，梦想着在新大陆上通过在农场、矿场和工厂工作实现“美国梦”。然而，却很少有移民者来到不发达的南方地带。为了接纳大批的移民者，联邦政府在1892年在纽约自由女神像不远处的埃利斯岛开设了难民收容所。这些移民者当中分为两部分人：一、从德国、大不列颠、爱尔兰和斯堪的纳维亚等欧洲国家转移的“第一批”移民者的最后一波；二、新的移民者。他们中的一些人往返于大西洋两岸的的欧洲和北美，但是绝大多数人成为了美洲大陆的永久定居者。他们居住在分布于城市和乡村的建设规划良好的社区。他们的后代在文化上逐渐融合，譬如德国移民的美洲社区虽然说德语居多，但是下一代的年轻人即会说德语也会说英语。
新的移民浪潮中，大多数人是来自于东欧和南欧（包括许多意大利、波兰和犹社群）的贫穷农民或乡下人。有些群体，尤其是意大利和希腊人，将自己视为临时移民者，在长时间的无技术水平的劳动后会带着挣够的钱回家。其他群体，譬如犹太人，由于已经被东欧许多国家驱逐，所以无意返回家乡。（返回以色列的选择那时还不存在）
历史学家们将移民的原因分解成“外部驱动型”（譬如人们被从原先的土地上驱逐出）和“内部吸引型”（譬如新的土地的致富机会）。前者包括了原住地经济的隔离、土地的短缺和反清教徒思潮。后者包括了廉价而质优的耕种土地，大量工厂、磨坊和矿山的工作机会。
移民者的第一代通常居住在基于宗教的社区，共享同一种语言和宗教信仰，有着相同饮食习惯，并且通过旧有的居住关系保持着联系。陡然增加的人数使得大都市的棚户区增加。与之对比，在小的作坊农场，管理者通常会建造价格低廉的工作式棚屋。

### 来自中国的移民
亚洲移民——在这一时间段绝大多数是中国人——通过建设公司被带到美利坚合众国从事短期的劳动。因为不同的生活习俗，加上低廉的劳动力的竞争优势，欧洲移民的美国人强烈地反感这些亚裔人。但值得注意的是，从加利福尼亚州到犹他州的太平洋中央铁道大部分是由中国工人完成的。在1870年的一次粗略的人口调查中，中国人（主要是男性，还有少部分女性）在全美的人口达到了63,000；到了1880年，这个数字增长到了106,000。由龔帕斯领导的劳工组织强烈反对中国劳工的出现。由于这样的历史原因，从中国来的移民者直到1950年才允许拥有美国国籍。但是，由于美国最高法院的一个决定（美國訴黃金德案），他们的子女若在美国出生则自动拥有美国公民权。
国会通过1882年颁布的《排华法案》遏制了中国移民者的增长；这个法案的确阻止了进入美利坚合众国的中国劳工，但是中国商人和学生却可以短期到访。到了1940年，中国人的数量锐减到37,000。尽管相当一部分人返回了家乡（这个比例相比于其他移民群体是很大的），他们中的很多数人还是留在了美国。由于中国人在很多地方不受到欢迎，所以他们就聚集在大城市的“唐人街”区。上述的驱逐法案直到1940年才废止。

## 都市生活

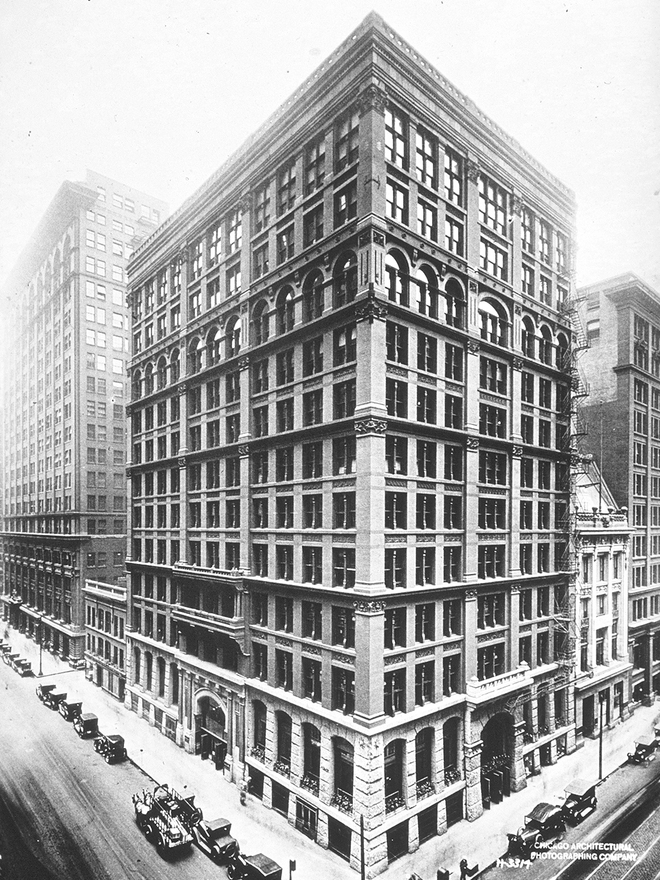
芝加哥国内保险公司大厦，1885年建造

社会在内战之后的一段时期内发生了显著的变化，最明显的就是美利坚合众国北方的迅速都市化。由于对熟练技术和低技能工人的需求明显增加，许多欧洲移民者到磨坊农场工作，更多的人则来到了工业化的大都市。纽约，费城和芝加哥经历了迅速的发展。这期间，路易斯·沙利文成为了第一位用钢结构去实现摩天大楼的建筑师，并推动了“形式服从功能”的功能主义建筑思潮。自从1884-1885年之间由威廉·勒巴隆·詹尼修建家庭保險大樓后，芝加哥开始成为了摩天大楼的聚集地 。
城市的扩张使得马车为主要方式的交通面临困境。在1880年左右，电车的出现形成了一次交通革命，并且这之后出现了大城市之间的铁路专线和城市的地下铁。但是，贫穷的工人还是居住在破旧的棚户区，并且通常须要步行上班。随着大城市移民数量的增加，贫困也在加剧。最贫穷的人拥入廉价的棚户区，譬如曼哈顿的“五點”和“地狱厨房”社区。这些社区很快就被臭名昭著的犯罪所占领了（譬如「五點幫」和“乞丐男孩”）。

### 引用
1. ↑  Neil Wymn. From Progressivism to prosperity. New York:1986. (p3)
2. ↑  张准、林敏、周密《中美两国经济崛起之比较——镀金时代的美国与改革开放 30 年来的中国》《生产力研究》No.22, 2009
3. ↑  周钢《镀金时代美国西部牧区的资本流入》《世界历史》No.4, 2004
4. ↑  Paul Kennedy, The Rise and Fall of the Great Powers ,1987 (p 242).
5. ↑  杨生茂《美国历史学家特纳及其学派[M]》.北京:商务印书馆,1983.
6. ↑  吉尔伯特《美国经济史[M]》沈阳:辽宁人民出版社, 1981.
7. ↑  许国林《美国镀金时代的社会经济政策及其影响》郑州大学学报 No4, 2001年
8. ↑  吉尔伯特《美国经济史[M]》沈阳：辽宁人民出版社, 1981
9. ↑  Geweh Wesley M, American Civilization,A History of United States New York,1957:294.
10. 1 2 3  丁则民，美国内战与镀金时代，人民出版社，1990
11. ↑  Baily, B.and Davis, D.et al, The Great Republic, A History of America People. Massachusetts,: D.C.Health and Co., 1981
12. ↑  Schlesinger，Arthur M. Jr., History of the U.S. Political Parties, vol.2. New York :Macmillan,1941
13. ↑  Caltow, AlexanderB. , American Urban history: An Interpretative Reader with Commentaries, New York: Oxford Univ.Pr., 1973
14. ↑  文化上的侵略与征服——试论1776—1898年美国白人与土著印第安人，白人与黑人的文化交往关系 湖南师范大学 杨建国
15. ↑  Daniel Hovey Calhoun, The American Civil Engineer: Origins and Conflicts (1960)
16. ↑  Alfred D. Chandler, Jr., The Railroads: Pioneers in Modern Corporate Management,"" Business History Review Vol. 39, No. 1, Special Transportation Issue (Spring, 1965), pp. 16–40 in JSTOR （页面存档备份，存于）
17. ↑  Walter Licht, Working for the Railroad: The Organization of Work in the Nineteenth Century (1983)
18. ↑  Harold F. Williamson, The American Petroleum Industry 1859–1899 The Age off Illumination (1959)
19. ↑  Thomas J. Archdeacon, Becoming American: An Ethnic History (1984)
20. ↑  Brian Greenberg; Linda S. Watts (2009). Social History of the United States. ABC-CLIO. pp. 127–28.
21. ↑  John Higham (1955, 2002). Strangers in the Land: Patterns of American Nativism, 1860-1925. Rutgers U.P.. p. 65
22. ↑  Susan F. Martin (2010). A Nation of Immigrants. Cambridge U.P.. p. 106.
23. ↑  Thomas Adams Upchurch (2009). Historical Dictionary of the Gilded Age. Scarecrow Press. p. 160.
24. ↑  Historical Census Statistics on the Foreign-born Population of the United States: 1850–1990 U.S. Bureau of the Census
25. ↑  Franklin Odo (2002). The Columbia Documentary History of the Asian American Experience. Columbia U.P.. p. 112.
26. ↑   Yong Chen, Chinese San Francisco, 1850–1943: A Trans-Pacific Community (2000)
27. ↑   Arthur Schlesinger, The Rise of the City, 1878–1898 (1933)
28. ↑  Joseph J. Korom (2008). The American Skyscraper, 1850-1940: A Celebration of Height. Branden Books. pp. 93–94.
29. ↑  Robert M. Fogelson (2003). Downtown: Its Rise and Fall, 1880-1950. Yale U.P..
30. ↑   Tyler Anbinder (2001). Five Points: The 19th-century New York City Neighborhood that Invented Tap Dance, Stole Elections, and Became the World's Most Notorious Slum. Simon and Schuster.